# 영란여자중학교
영란여자중학교(英蘭女子中學校)는 대한민국 서울특별시 중랑구 망우동에 있는 사립 중학교이다.

## 학교 연혁
- 1968년 9월 18일 : 학교법인 이화학당에서 현위치에 건축기공식 거행
- 1969년 1월 15일 : 영란여자중학교 설립 인가, 초대 배인숙 교장 취임
- 1969년 3월 3일 : 개교 및 입학식 거행(30학급)
- 1972년 1월 11일 : 제1회 졸업식(620명)
- 1995년 10월 26일 : 중학교 교사 5층 982m2 증축
- 1999년 12월 30일 : 사랑관 신축
- 2011년 3월 2일 : 장명수 이사장 취임
- 2023년 1월 5일 : 제52회 졸업식 거행(80명, 총 누계 22,238명 졸업)
- 2023년 3월 2일 : 제9대 이국연 교장 취임

## 참고 자료
- 영란여자중학교 - 한국교육학술정보원 학교알리미